# SMS Königsberg (1905)
Lo SMS Königsberg fu un incrociatore leggero della Kaiserliche Marine tedesca, prima unità dell'omonima classe, entrato in servizio nel giugno del 1906 ed attivo durante le fasi iniziali della prima guerra mondiale; dislocata nell'Africa Orientale tedesca, la nave fu bloccata ed infine affondata da unità navali britanniche l'11 luglio 1915 nel delta del fiume Rufiji, al termine di una dura battaglia.

## Storia
Impostata nei cantieri Kaiserliche Werft di Kiel il 12 gennaio 1905, la nave fu varata il 12 dicembre successivo con il nome di Königsberg, in onore dell'omonima città tedesca; la nave entrò poi in servizio il 4 giugno 1906, partecipando subito alla scorta dello yacht del kaiser Guglielmo II di Germania durante una visita di stato nel Regno Unito. Dopo un servizio in patria all'interno della Hochseeflotte, il 25 aprile 1914 la nave, comandata dal capitano di fregata Max Loof, salpò da Kiel alla volta dell'Africa Orientale Tedesca (l'odierna Tanzania), raggiungendo il 6 giugno seguente il porto di Dar es Salaam dopo un lungo viaggio attraverso il Mediterraneo ed il canale di Suez.
Il 31 luglio 1914, alle prime avvisaglie del conflitto, il Königsberg lasciò il porto di Dar es Salaam, sfuggendo grazie alla sua maggiore velocità all'inseguimento da parte di tre incrociatori britannici, giunti davanti al porto allo scopo di bloccarvi la nave; il 5 agosto seguente, mentre l'incrociatore stazionava davanti Aden, Loof fu infine informato dello scoppio delle ostilità tra Germania e Regno Unito: rientrata a Dar es Salaam per un veloce rifornimento di carbone, la nave ricevette il compito di attaccare i mercantili britannici in rotta per il Mar Rosso. Il 6 agosto seguente, al largo della costa dell'Oman, il Königsberg intercettò ed affondò il cargo britannico City of Winchester, uno dei primi mercantili perduti dai britannici durante il conflitto; dopo una infruttosa ricerca di navi nemiche nel golfo di Aden e nel canale del Mozambico, il 20 settembre 1914 il Königsberg attaccò il porto di Zanzibar, affondando l'incrociatore protetto britannico HMS Pegasus lì ancorato. Dopo questo attacco tuttavia Loof fu costretto a sospendere ogni ulteriore azione, poiché la nave iniziò a soffrire di gravi avarie alle caldaie; con il porto di Dar es Salaam bombardato e reso inoperativo dagli incrociatori britannici, Loof trovò un nuovo rifugio nell'intricato delta del fiume Rufiji, sulla costa meridionale della colonia, sfruttando la fitta vegetazione per nascondere la sua nave.
La caccia al Königsberg coinvolse una nutrita squadra navale britannica comandata dal capitano Sidney R. Drury-Lowe: dopo numerosi pattugliamenti lungo le coste della colonia tedesca e l'invio di informatori nel suo interno, il 3 novembre 1914 l'incrociatore HMS Dartmouth localizzò infine il nascondiglio della nave di Loof nel delta del Rufiji; il 10 novembre seguente il vecchio mercantile Newbridge fu autoaffondato dai britannici all'imboccatura del delta, onde impedire al Königsberg di riprendere il mare. Gli incrociatori a disposizione di Drury-Lowe avevano tuttavia un pescaggio troppo elevato per inoltrarsi nel fiume ed attaccare il Königsberg, e fu quindi necessario attendere l'invio dalla Gran Bretagna di due monitori con cui bombardare la nave tedesca. Il 6 luglio 1915 i monitori Severn e Mersey si inoltrarono nel Rufiji, ingaggiando battaglia con il Königsberg: nonostante i cannoni tedeschi fossero riusciti a danneggiare il Mersey, i due monitori piazzarono diversi colpi sulla zona prodiera dell'incrociatore, aiutati dalle segnalazioni fornite loro da alcuni idrovolanti che stazionavano sopra la nave.
Dopo essere stati riparati, i due monitori portarono un secondo attacco la mattina dell'11 luglio: i cannoni della zona prodiera del Königsberg, gli unici che potessero fare fuoco sugli assalitori (la nave era attraccata alla riva sinistra con la prua rivolta verso il mare), furono ben presto messi fuori uso dal tiro britannico, e l'incrociatore fu centrato da diversi colpi di grosso calibro. Il Königsberg interruppe il tiro intorno alle 13:30, prima che, verso le 14:10, una violenta esplosione squarciasse il ponte e la fiancata di dritta: Loof ordinò all'equipaggio di abbandonare la nave, facendo poi brillate le testate di due siluri per darle il colpo di grazia. Trentadue marinai tedeschi persero la vita nel combattimento, mentre altri 125 (tra cui lo stesso Loof) rimasero feriti; i superstiti recuperarono alcuni dei cannoni da 105 mm dell'incrociatore e formarono un improvvisato battaglione, continuando a combattere come fanteria al fianco delle truppe coloniali tedesche del generale Paul Emil von Lettow-Vorbeck fino alla conclusione delle ostilità.
Il relitto del Königsberg rimase nel punto dove si era adagiato; nel 1924 John Ingle, l'ex comandante dell'incrociatore Pegasus, acquistò per 200 sterline i diritti di salvataggio del relitto: Ingle mandò dei subacquei per estrarre rottami di metalli non ferrosi dal relitto e, successivamente, vendette a sua volta i diritti per continuare le operazioni di recupero. Lo smantellamento del relitto proseguì nel corso degli anni 1930, e all'inizio degli anni 1940 lo scafo era rotolato verso il lato di dritta; i lavori continuarono almeno fino al 1965, ma nel 1966 ciò che rimaneva dello scafo collassò e sprofondò nella melma della riva.